# HMS Glory (1763)
HMS Glory (1763) — 32-пушечный фрегат 5 ранга Королевского флота, впоследствии HMS Apollo. Второй британский корабль, названный Glory (слава).

## Постройка
Строился по чертежам Слейда 1757 года. Среди фрегатов этого типа только часть строились на королевских верфях, остальные у частных подрядчиков. При этом Адмиралтейство стремилось сократить плановый срок с 12 месяцев до 9, но последние строящиеся корабли не укладывались даже в 12, и срок был увеличен до 15 месяцев.
Заказан 30 января 1762 года, перезаказан 13 февраля. Контракт на постройку заключен 5 марта 1762 года, и предусматривал постройку за 15 месяцев. Заложен в марте 1762 года. Название присвоено 30 апреля 1763 года. Спущен на воду 24 октября 1763 года на частной верфи Blaydes & Hodgson в Гулле. Достроен в декабре 1763 года там же.

## Служба
По окончании постройки переведен в отстой. 

### Межвоенный период
1769 — апрель-июнь, оснащение в Чатеме; вступил в строй в мае, капитан Джон Холлоуэл (англ. John Hollowell); вошел в эскадру герцога Камберленда в Канале.
В июне в Даунс встал на якорь французский фрегат, не отдав обычных почестей британскому флагу. Капитан Холлоуэл, старший на рейде, послал на борт офицера с требованием салюта, но французский капитан отказался подчиняться; капитан Холлоуэл приказал шлюпу HMS Hawk сделать два выстрела поверх француза, после чего тот отсалютовал.
1770 — капитан Джон Рутвен (англ. John Ruthven). 

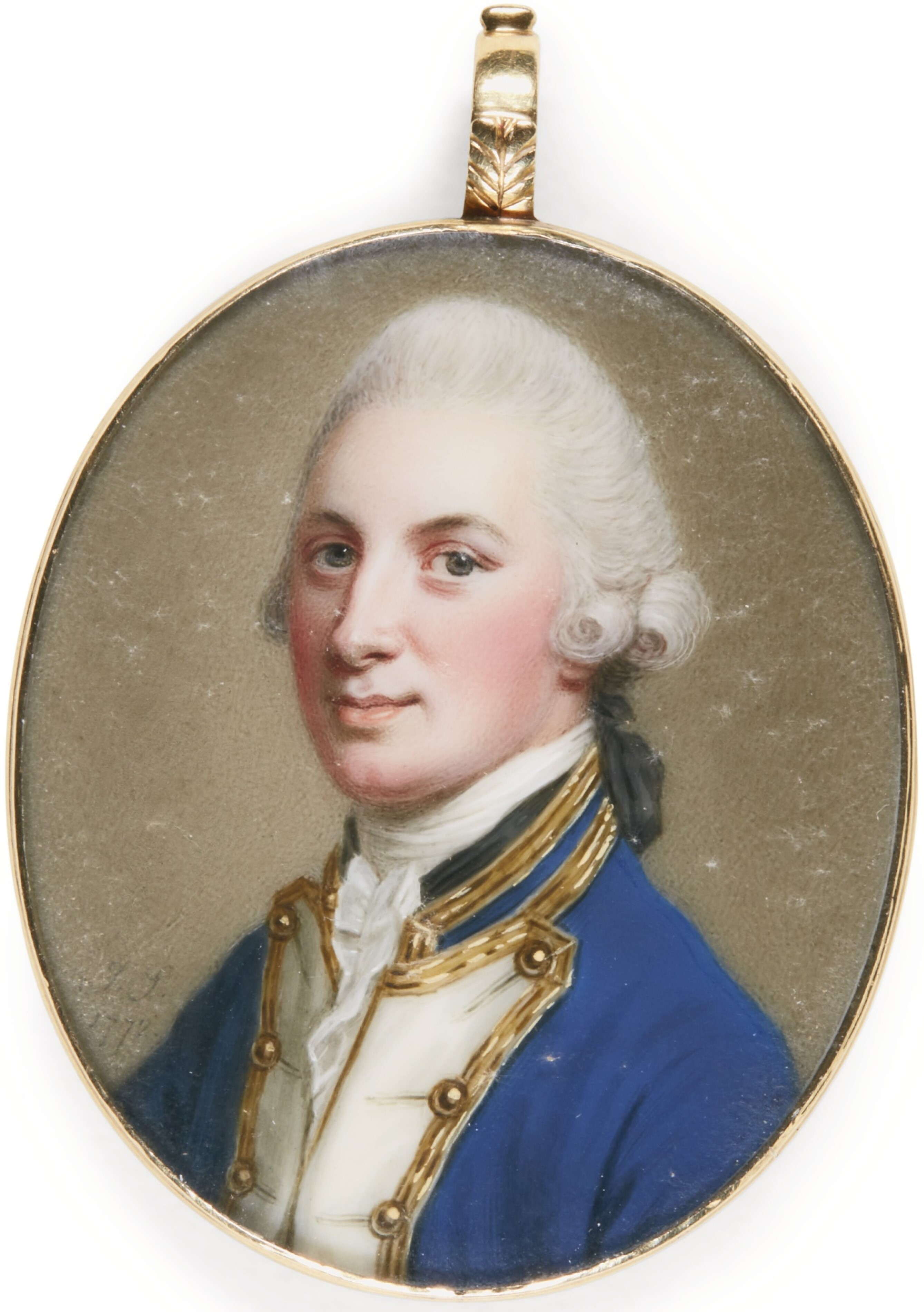
Портрет капитана Джона Рутвена (1743-1771) работы Джона Смарта

1771 — капитан Рутвен умер 14 декабря; капитан Джеймс Чадс англ. James Chads).
1773 — январь, выведен в резерв и рассчитан.
1774 — 30 августа переименован в HMS Apollo.

### Война за независимость США
1776 — октябрь, большой ремонт и оснащение в Плимуте по апрель 1777 года.
1777 — возвращен в строй в январе, капитан Филимон Пауналл (англ. Philemon Pownall, убит 15 июня 1780 года); 2 апреля ушел в Северную Америку. На его борту в Америку отправился генерал Джон Бергойн с планами кампании 1777 года. Корабль прибыл в Квебек 6 мая.
16 сентября взял американский приватир Freedom.
1778 — 27 января взял американский приватир True Blue; был в операциях под Нью-Йорком; 11 августа под флагом лорда Хау;
11 августа у Род-Айленда лорд Хау перенес флаг с HMS Eagle на Apollo, для лучшего управления боем с французским флотом д'Эстена. К ночи задул шторм, рассеявший оба флота. Apollo вышел из строя, потеряв фок- и грот-стеньги, и получив трещину грот-мачты; адмирал перешел на HMS Phoenix, затем на HMS Centurion.
Декабрь, ремонт и обшивка медью в Плимуте по январь 1779 года.
1779 — 1 февраля взял французский 26-пушечный L'Oiseau; февраль-март, исправление повреждений в Плимуте; вошел в состав флота Харди; 2 октября взял французский 14-пушечный бриг Mutine; октябрь, с эскадрой Рейнольдса.
1780 — 8 января был при нападении на корабли компании Каракаса; 16−17 января был в бою против эскадры де Лангара; 19 января с флотом Родни пришел в Гибралтар; 2 марта взял французский корсар Victoire;  15 июня совместно с HMS Cleopatra взял 26-пушечный французский корсар Stanislaus, капитан Пауналл был убит;
15 июня Apollo был в бою с французским Stanislaus (26), и вынудил его бежать под прикрытие батарей Остенде. Apollo потерял 6 человек убитыми, включая капитана Пауналла, и 20 ранеными. Убитого сменил капитан Бэзли, перешедший на HMS Amphion, когда Apollo был выведен в резерв;
июнь, капитан Джон Бэзли англ. John Bazely), Западная эскадра; в конце года(?) выведен в резерв и рассчитан. 
1781 — февраль-июль, малый ремонт и оснащение в Чатеме; возвращен в строй в мае, капитан Чарльз Гамильтон (англ. Charles Hamilton), Флот Канала и Нормандские острова.
1782 — капитан Гамильтон, Портсмут; оснащение для заморской службы.
1783 — апрель, выведен в резерв и рассчитан.

### Конец службы
1786 — 30 января разобран в Вулвиче.